# Scopula ferruginea
Scopula ferruginea är en fjärilsart som beskrevs av George Francis Hampson 1893. Scopula ferruginea ingår i släktet Scopula och familjen mätare. Inga underarter finns listade.